# Nigramma quadratifera
Nigramma quadratifera är en fjärilsart som beskrevs av Walker 1863. Nigramma quadratifera ingår i släktet Nigramma och familjen nattflyn. Inga underarter finns listade i Catalogue of Life.